# Trigg
Trigg är en ort i Australien. Den ligger i kommunen Stirling och delstaten Western Australia, omkring 13 kilometer nordväst om delstatshuvudstaden Perth. Antalet invånare är 2 662.
Runt Trigg är det mycket tätbefolkat, med 2 103 invånare per kvadratkilometer.. Närmaste större samhälle är Perth, omkring 13 kilometer sydost om Trigg. 
Runt Trigg är det i huvudsak tätbebyggt. Genomsnittlig årsnederbörd är 820 millimeter. Den regnigaste månaden är juli, med i genomsnitt 142 mm nederbörd, och den torraste är januari, med 11 mm nederbörd.